# Audaux
Audaux es una comuna francesa de la región de Aquitania en el departamento de Pirineos Atlánticos.
Audaux fue mencionada por primera vez en el siglo XI con el nombre de Aldaus. Posteriormente, dicho topónimo fue cambiado a Audaus en 1181.

## Demografía
| 432 | 331 | 375 | 370 | 434 | 332 | 454 | 444 | 457 | 415 | 401 | 395 | 382 | 408 | 420 | 376 | 372 | 346 | 322 | 318 | 305 | 264 | 257 | 234 | 295 | 366 | 244 | 270 | 264 | 215 | 203 | 220 | 196 |
| Para los censos de 1962 a 1999 la población legal corresponde a la población sin duplicidades (Fuente: INSEE [Consultar]) |     |     |     |     |     |     |     |     |     |     |     |     |     |     |     |     |     |     |     |     |     |     |     |     |     |     |     |     |     |     |     |     |

## Economía
La principal actividad es la agrícola (ganadería y el maíz).